# Tetrastigma nitens
Espèce
Classification APG III (2009)
Tetrastigma nitens est une espèce de liane originaire des forêts tropicales saisonnières et des forêts galeries de l'Australie orientale, tropicale et subtropicale.
Cette espèce est communément appelée « le raisin indigène », « le raisin à feuilles brillantes » et « la vigne d'eau à trois feuilles ». 